# Decimo dan (kendo)
Il decimo dan (十段?, jū-dan) è il più alto grado mai assegnato nel mondo del kendō dalla All Japan Kendo Federation (全日本剣道連盟?, Zen Nihon Kendō Renmei) e, di conseguenza, riconosciuto dalla International Kendo Federation (国際剣道連盟?, Kokusai Kendō Renmei).
Il grado, insieme a quello di nono dan (九段?, kyū-dan), è stato abolito dalla AJKF nel 2002; da allora il massimo grado raggiungibile è quello di hanshi ottavo dan (範士八段?, hanshi hachi-dan).
Fino ad allora era stato attribuito a soli cinque kenshi.

## Elenco
- Ogawa Kinnosuke (小川金之助?) (1884-1962): promosso nel 1957
- Mochida Moriji (持田盛二?)[1] (1885-1974): promosso nel 1957
- Nakano Sōsuke (中野宗助?) (1885-1963): promosso nel 1957
- Saimura Gorō (斎村五郎?) (1887-1969): promosso nel 1957
- Ōasa Yūji (大麻勇次?) (1887-1974): promosso nel 1962

## Storia
Nel 1917, il Dai Nippon Butoku Kai (大日本武徳会?) adotta per il kendō il sistema di gradi basato sui dan (段?) e stabilisce il 10° dan (十段?, jū-dan) come livello massimo. Tuttavia nella realtà non vengono assegnati più di 6 gradi: oltre il 5° dan (五段?, go-dan) vi è un "certificato di perfezionamento" (精錬証?, Seirenshō), che più tardi diverrà lo shōgō (称号?) di hanshi (範士?), proprio dei Maestri.
Dal 1937 iniziano ad essere assegnati gradi di 6° dan (六段?, roku-dan) e superiori.
Nel 1946 il Dai Nippon Butoku Kai si scioglie in risposta all'ordine impartito, dopo la fine della seconda guerra mondiale, dal generale Douglas MacArthur che impone la soppressione di tutte le organizzazioni di carattere militare. Il sistema di assegnazione dei dan scompare.
Nel 1952 nasce la All Japan Kendo Federation e viene ripristinato il sistema di gradi del Dai Nippon Butoku Kai.
Nel 1957 la All Japan Kendo Federation decide di istituire i primi 10° dan e propone il grado a Nakayama Hakudō (中山博道?), allora decano decano del mondo del kendō, che però rifiuta. Più tardi nelle stesso anno vengono consultati Ogawa Kinnosuke (小川金之助?), Mochida Morij (持田盛二?), Nakano Sōsuke (中野宗助?) e Saimura Gorō (斎村五郎?) che accettano con riluttanza il grado convinti del fatto che il loro rifiuto avrebbe fatto crollare il sistema.
Nel 1962 Ōasa Yūji (大麻勇次?) riceve il 10º dan.
Nel febbraio 1974 muoiono Mochida Morij and Ōasa Yuji, gli ultimi due possessori del titolo di 10º dan.
Nel 2000, a seguito della revisione delle regole degli esami della All Japan Kendo Federation, si decide di non tenere più gli esami di 9º e 10º dan, virtualmente abolendo i due gradi.
2003: nasce la Kendo Hall of Fame (剣道殿堂?, Kendō Dendō) in cui vengono inseriti, tra gli altri, Ogawa Kinnosuke, Mochida Moriji e Nakayama Hakudō.
2005: anche Saimura Gorō e Ōasa Yuji entrano a far parte della Kendo Hall of Fame.